# 이종현 (축구 선수)
이종현(1987년 1월 8일 ~ )은 대한민국 국적의 축구 선수로, 2010년부터 K리그에서 활동중인 미드필더이다.

## 프로필
- 이름 : 이종현

| - 등록명 : 이종현 - 출생일 : 1987년 1월 8일 - 신장 : 175cm / 71kg - 유스클럽 : - 포지션 : 공격형 미드필더 - 현 소속팀 : 인천 유나이티드 - 등번호 : 13 | - 리그 기록 (실업 포함) \| 소속팀 \| 연도 \| 출장 \| 교체 \| 득점 \| 도움 \| 경고 \| 퇴장 \| \| --------------- \| ---- \| ---- \| ---- \| ---- \| ---- \| ---- \| ---- \| \| 경남 FC \| 2010 \| 0 \| - \| - \| - \| - \| - \| \| 인천 유나이티드 \| 2011 \| 5 \| 4 \| 0 \| 0 \| 0 \| 0 \| \| 통산 (K리그) \| - \| 5 \| 4 \| 0 \| 0 \| 0 \| 0 \| K리그 통산기록은 리그컵기록 포함. 2011시즌 종료시점 기준. |      |      |      |      |      |      |
| 소속팀 | 연도 | 출장 | 교체 | 득점 | 도움 | 경고 | 퇴장 |
| 경남 FC | 2010 | 0    | -    | -    | -    | -    | -    |
| 인천 유나이티드 | 2011 | 5    | 4    | 0    | 0    | 0    | 0    |
| 통산 (K리그) | - | 5    | 4    | 0    | 0    | 0    | 0    |

## 유소년 생활
1998년 브라질로 축구 유학길에 올라 무려 11년동안 브라질에서 생활하였다.
2004년 마라넝주 1부리그에 소속된 아메리카노 풋볼 클럽에서 본격적인 선수 생활을 시작으로
빠울리스타 2부 리그에 소속된 소로카바 클럽에서 선수 생활을 하였다.
이종현은 기본기가 좋고, 단순하면서도 깔끔한 플레이를 펼치는 스타일로
주로 플레이메이커 역할을 맡아 왔다.

## K리그
2010년 7월 말 조광래감독의 제의로 경남 FC에 자유계약으로 입단하여
인천 유나이티드로 이적하였고,2011시즌 데뷔전을 치렀다.

## 경력
- 2004 ~ 2010.6 : 브라질 주 1부리그와 주 2부리그 생활
- 2010.6 ~ 2010 : 경남 FC / K리그
- 2011 : 인천 유나이티드 / K리그